# Porreres
Porreres är en kommun i Spanien. Den ligger i den autonoma regionen Balearerna i östra delen av landet. Antalet invånare är 5 888 (2024). Porreres ligger på ön Mallorca.